# Noviherbaspirillum canariense
Espèce
Noviherbaspirillum canariense est une espèce de bactéries gram-négatives de la famille des Oxalobacteraceae.

## Historique
Décrite d'abord comme Herbaspirillim canariense, cette espèce a été renommée en Noviherbaspirillum canariense à la suite d'analyses phylogénétiques et de la création du genre Noviherbaspirillum.

## Taxonomie
Le nom correct complet (avec auteur) de ce taxon est Noviherbaspirillum canariense (Carro et al. 2012) Lin et al. 2013.
Noviherbaspirillum canariense a pour synonyme :
- Herbaspirillum canariense Carro et al. 2012

### Étymologie
L'étymologie de l'épithète spécifique est ca.na.ri.en’se. N.L. neut. adj. canariense, de ou appartenant aux Îles Canaries (Islas Canarias), où la souche type a été isolée.

### Phylogénie
Les études phylogénétiques basées sur la séquence de l'ARN ribosomal 16S ont montré que la séquence de l'espèce H. canariense est à 96 % homologue à celle de la souche CC-AFH3, souche type de l'espèce Noviherbaspirillum malthae tout en formant un clade différent de celui des Herbaspirillum montrent qu'elles font probablement partie du même genre bactérien. Noviherbaspirillum canariense forme aussi un sous-clade distinct comprenant les espèces N. soli et N. aurantiacum.